# اورشتس، استان هاسکووو
اورشتس (به بلغاری: Oreshets) روستایی در بلغارستان است که در استان خاسکوو واقع شده‌است.